# Brambilla (família)

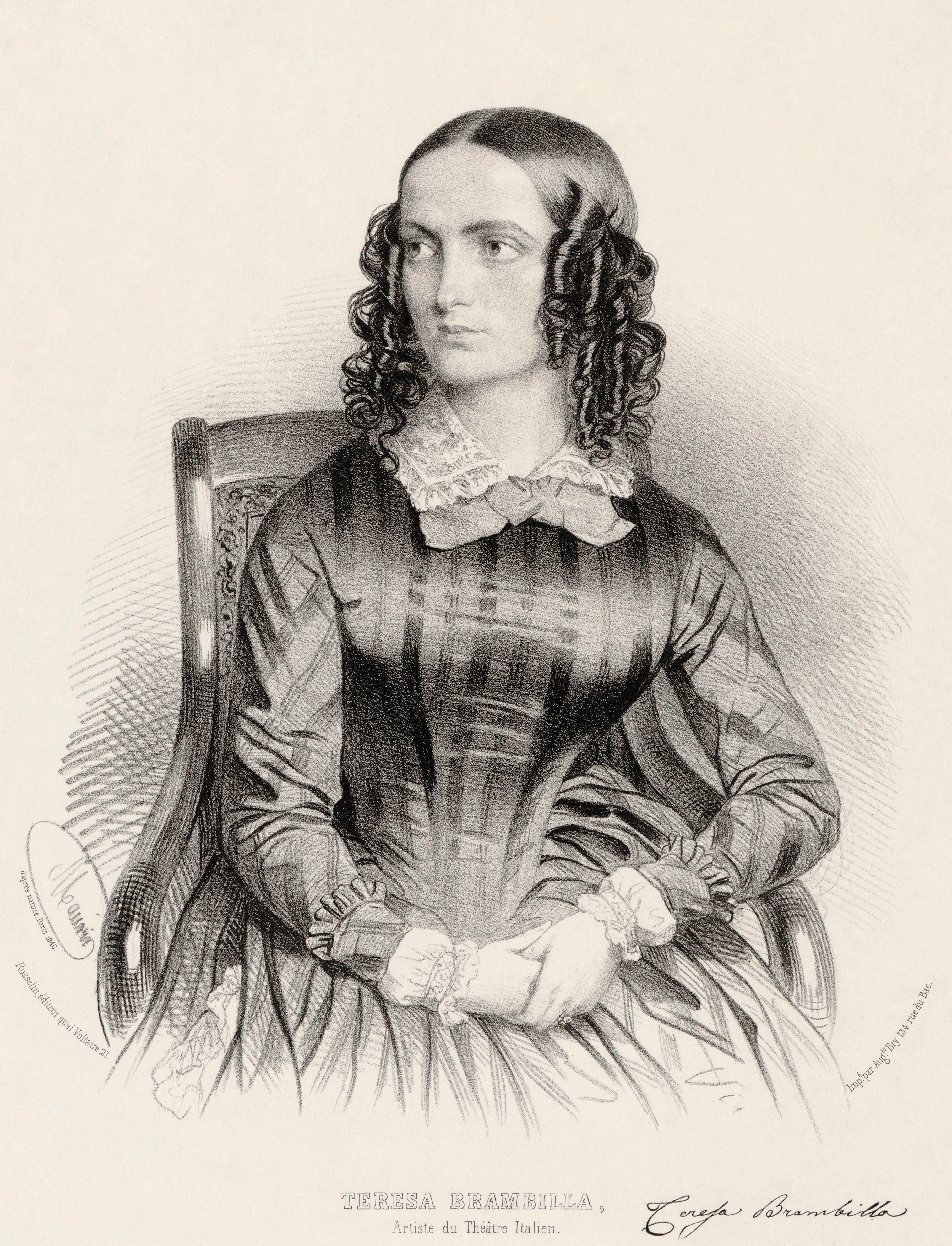
Retrat de Teresa Brambilla, per Antoine Maurin

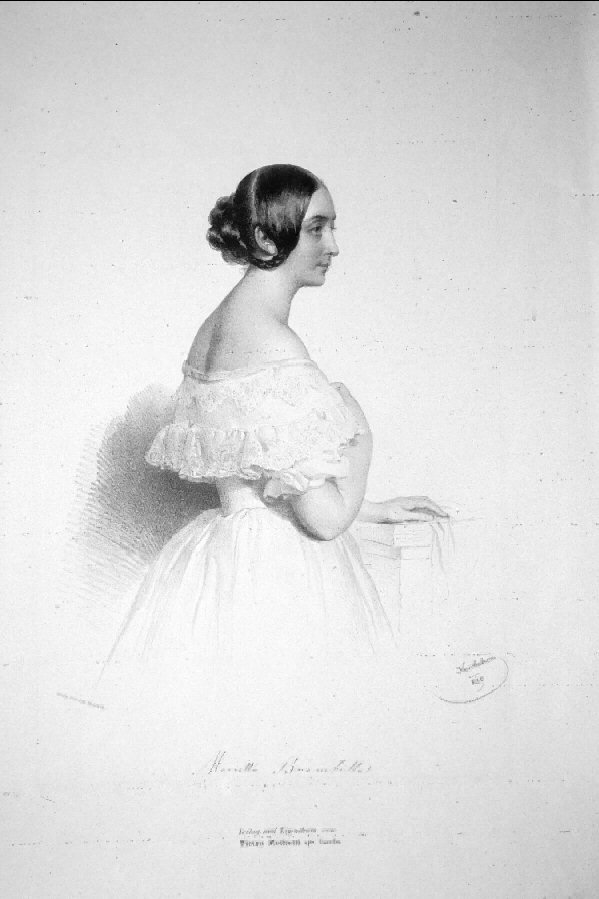
Retrat de Marietta Brambilla

Brambilla és el nom de dues famílies de cantants italianes, que segons sembla, no tenen cap mena de parentiu entre elles.

## Família de Gerolamo Brambilla
La més il·lustre d'elles estava constituïda per cinc germanes, nascudes totes a Cassano d'Adda, prop de Milà, filles de Gerolamo Brambilla i d'Angela Columbo. La primera de les filles, Marietta (1807-1875), estava dotada d'una magnífica veu de contralt, que manejava amb gran mestressa, avaluada per una expressió tant sentimental com patètica que commovia profundament. Debutà a Novara el 1828, suplint a la cèlebre contralt Giuditta Pasta en el Teatro Carcano de Milà. Des de llavors començà a ser coneguda; va recórrer els principals teatres d'Itàlia; després passà a Viena i París on aconseguí assenyalats triomfs, i després a Londres. En retirar-se de l'escena obrí a Milà una escola de cant, on es formaren excel·lents artistes. Marietta Brambilla també fou una distingida compositora, i va escriure dos cursos de vocalitzacions, una col·lecció de cinc ariette, un duettino amb acompanyament de piano, i un quadern de melodies italianes titulat Souvenir des Alpes.
Teresa Brambilla (1813-1895), segona germana, també es dedicà a l'escena, assolint com a cantant molta i favorable reputació després d'haver recorregut els principals teatres del seu país. A Roma, finalment, l'honoraren nomenant-la membre de l'Acadèmia de Santa Cecília com a testimoni dels seus mereixements. El 1850 acabà la seva carrera, i fixà la seva residència a Odessa.
La tercera germana, Annetta, fou també una distingida artista, que es feu aplaudir en molts teatres importants de la seva pàtria, com així mateix al Gran Teatre del Liceu de Barcelona.
Giuseppina, la quarta, tingué fama de cantant irreprotxable quant al seu estil i escola, i cantà a Barcelona de 1842 a 1844.
Finalment, Laura, el mateix que les seves germanes, es dedicà al cant amb força èxit.
Filla de Teresa fou Teresina Brambilla Ponchielli, que es casà amb el celebrat compositor Amilcare Ponchielli, i va contribuir com a cantant a popularitzar les dues millors obres del seu marit: I promessi sposi i La Gioconda.

## Família de Paolo Brambilla
L'altra família Brambilla procedeix del compositor Paolo Brambilla i aconseguí força celebritat durant la primera meitat del segle xix en l'art líric. De les tres germanes que la componien, la més gran, Amalia, es casà amb el famós tenor Giovanni Battista Verger, del qual és fill el cèlebre baríton Napoleone Verger, molt aplaudit a Madrid. En segones núpcies es casà amb el comte Luchesi-Palli, príncep de Campofranco.
Emilia, la segona filla d'en Paolo, no passà d'ésser una mitjana artista.
Erminia (Emma), la tercera germana, estigué dotada d'una bella veu de contralt, que sabé modular amb tant gust com expressió. Feu una llarga i brillant carrera.
També hi hagué en la família dos germans de les anteriors: Annibale, tenor, i Ulisse, baix-cantant, ambdós artistes mediocres.